# Плунерен
Плунере́н (фр. Plounérin, брет. Plounerin) — коммуна во Франции, находится в регионе Бретань. Департамент — Кот-д’Армор. Входит в состав кантона Плестен-ле-Грев. Округ коммуны — Ланьон.
Код INSEE коммуны — 22227.

## География
Коммуна расположена приблизительно в 440 км к западу от Парижа, в 150 км западнее Ренна, в 60 км к западу от Сен-Бриё.

## Население
Население коммуны на 2016 год составляло 733 человека.
| 1962 | 1968 | 1975 | 1982 | 1990 | 1999 | 2008 | 2016 |
| ---- | ---- | ---- | ---- | ---- | ---- | ---- | ---- |
| 845  | 785  | 701  | 689  | 649  | 696  | 743  | 733  |

## Администрация
| Период | Период | Фамилия          | Партия                              | Примечания |
| ------ | ------ | ---------------- | ----------------------------------- | ---------- |
| 1977   | 2001   | Арман Дюваль     | Французская коммунистическая партия |            |
| 2001   | 2014   | Паскаль Вьейвиль | Французская коммунистическая партия | судья      |
| 2014   |        | Патрик Л'Эреек   | Демократический бретонский союз     | пенсионер  |

## Экономика
В 2007 году среди 432 человек в трудоспособном возрасте (15—64 лет) 319 были экономически активными, 113 — неактивными (показатель активности — 73,8 %, в 1999 году было 66,4 %). Из 319 активных работали 291 человек (158 мужчин и 133 женщины), безработных было 28 (17 мужчин и 11 женщин). Среди 113 неактивных 25 человек были учениками или студентами, 49 — пенсионерами, 39 были неактивными по другим причинам.

## Достопримечательности
- Часовня Нотр-Дам-де-Бон-Вуайяж и ораторий (XVI век). Исторический памятник с 1926 года[3]
- Усадьба Лемоаль (XVI век). Исторический памятник с 1997 года[4]
- Голубятня усадьбы Лемоаль (XVI век). Исторический памятник с 1997 года[5]
- Усадьба XVII века на Церковной улице. Исторический памятник с 1926 года[6]
- Придорожный крест (XVIII век). Исторический памятник с 1926 года[7]
- Придорожное распятие на Церковной улице (XVII век). Исторический памятник с 1926 года[8]

## Фотогалерея

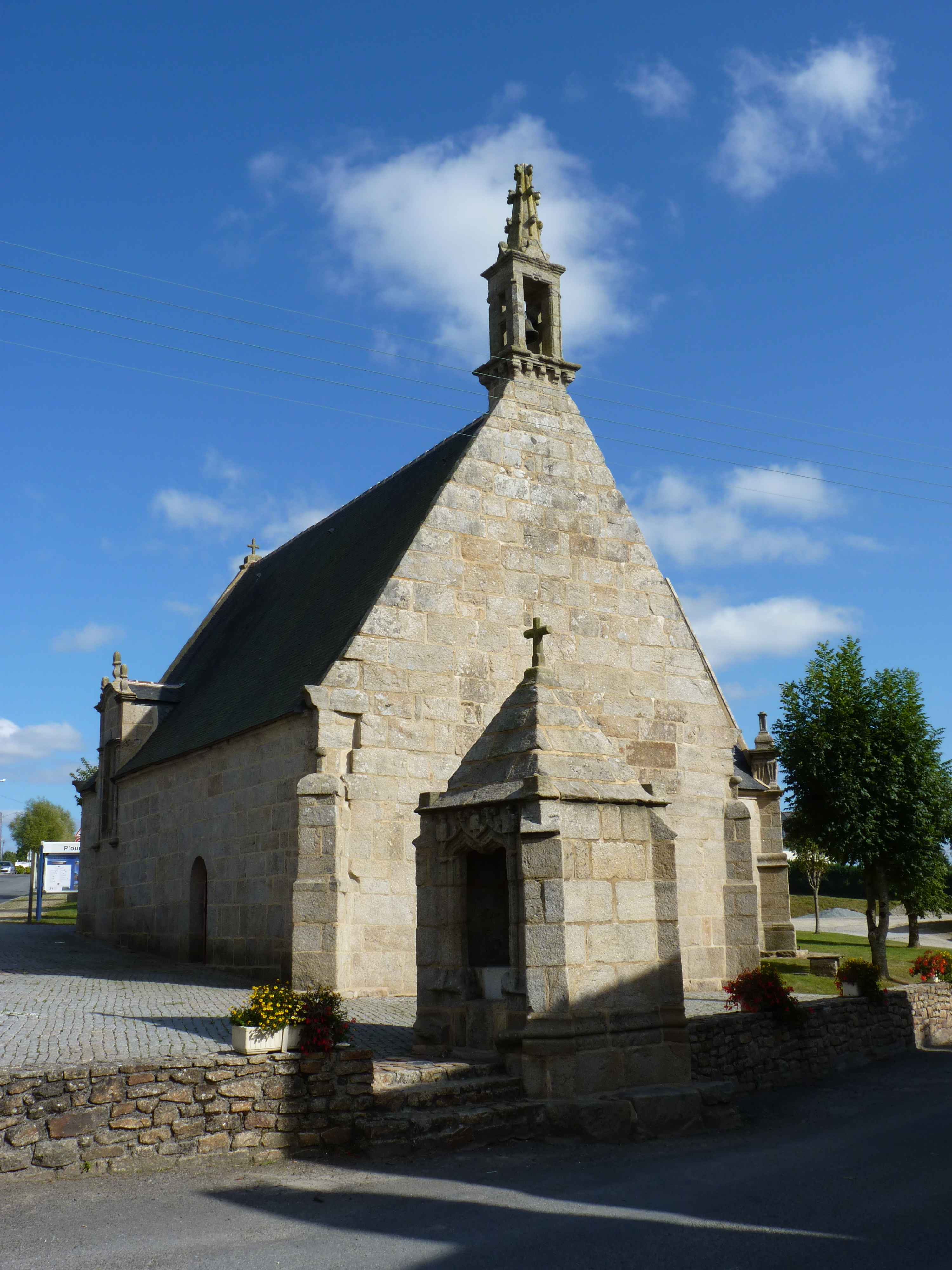
Часовня Нотр-Дам-де-Бон-Вуайяж
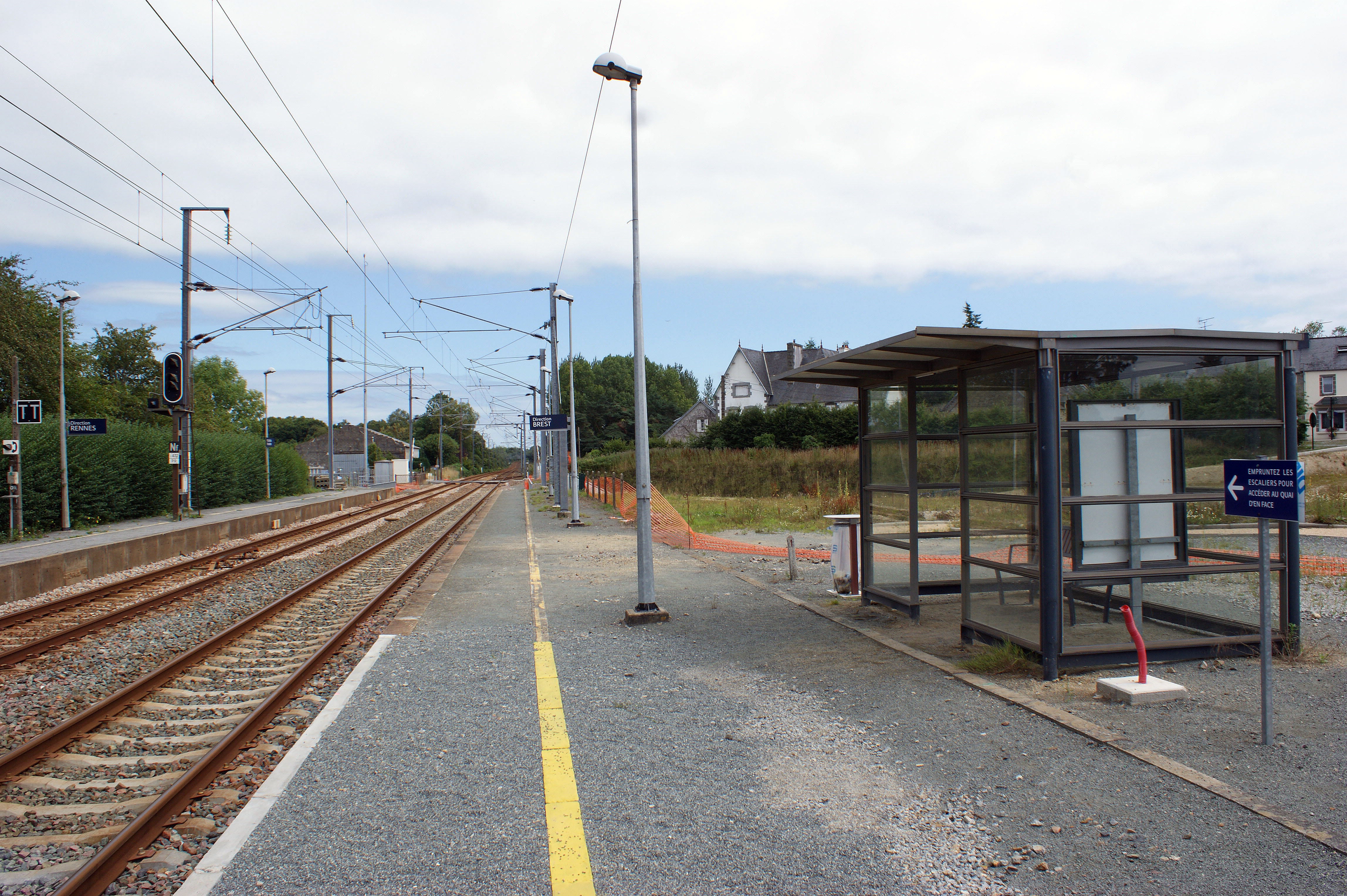
Вокзал
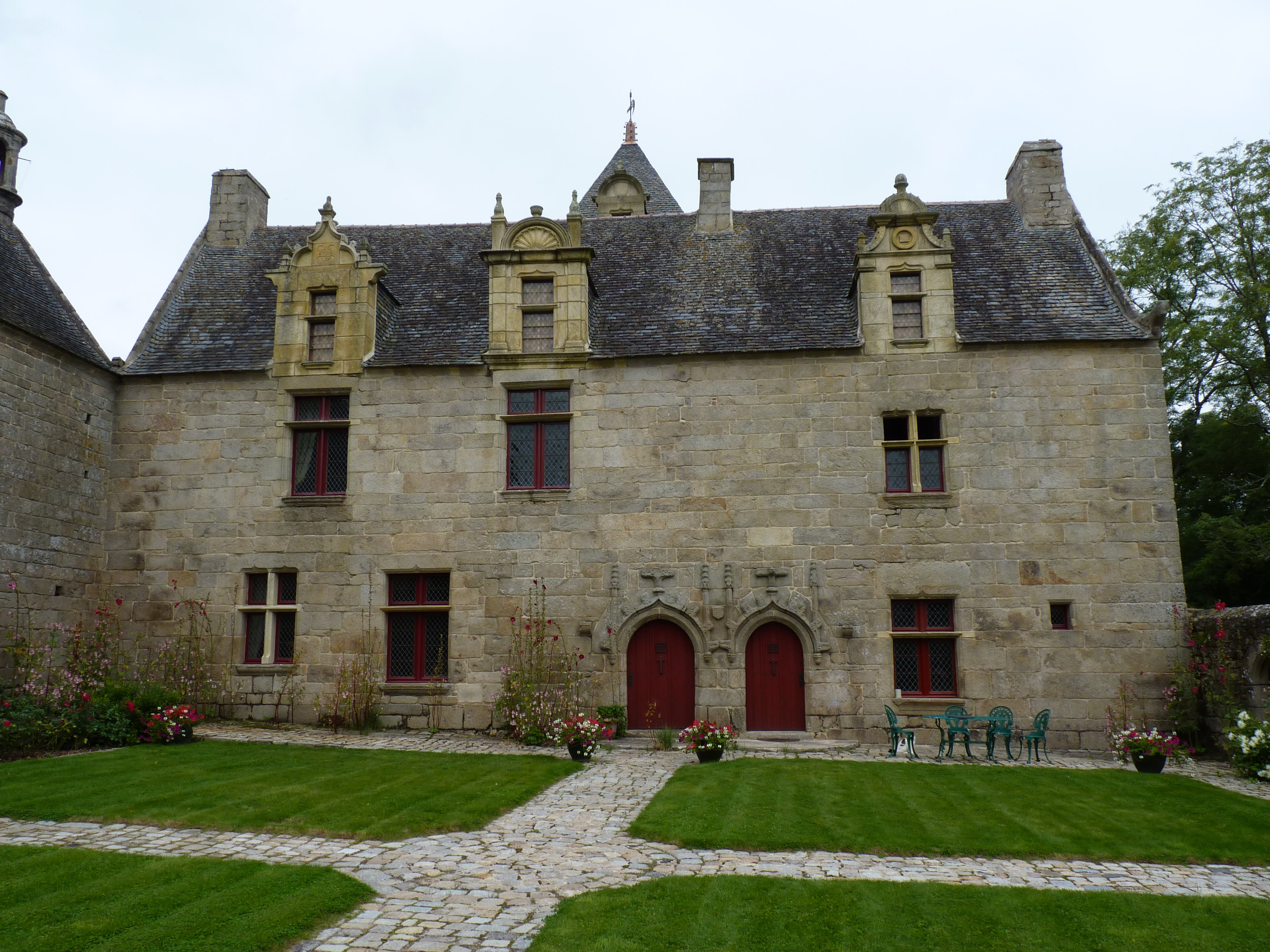
Усадьба Лемоаль
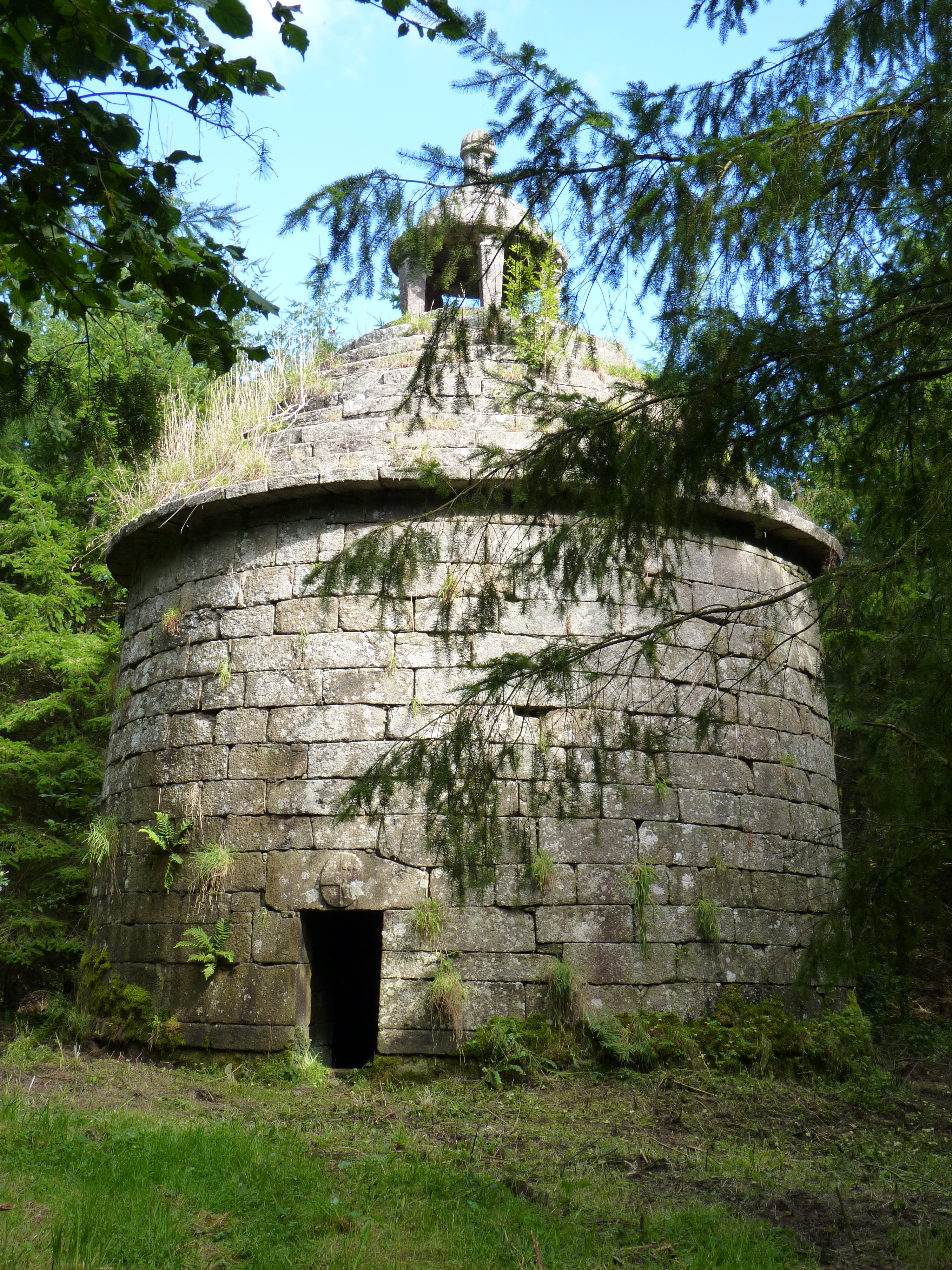
Голубятня